# 1824
Промислова революція •  Російська імперія • Незалежність країн Латинської Америки • Грецька революція

## Геополітична ситуація
У Росії царює імператор Олександр I (до 1825). Російській імперії належить більша частина України, значна частина Польщі, Грузія, частина Закавказзя, Фінляндія, Аляска. Україну розділено між двома державами — Королівство Галичини та Володимирії належить Австрії, Правобережжя, Лівобережжя та Крим — Російській імперії. Задунайська Січ існує під протекторатом Османської імперії.
В Османській імперії править султан Махмуд II (до 1839). Під владою османів перебувають Близький Схід та Єгипет, Середземноморське узбережжя Північної Африки, частина Закавказзя, значні території в Європі: Греція, Болгарія і Сербія. Васалами османів є Волощина та Молдова. Триває Грецька революція.
Австрійську імперію очолює Франц II (до 1835). Вона охоплює, крім власне австрійських земель, Угорщину з Хорватією, Трансильванію, Богемію, Північну Італію. Король Пруссії — Фрідріх-Вільгельм III (до 1840). Баварське королівство очолює Максиміліан I (до 1825). Австрія, Пруссія, Баварія та інші німецькомовні держави об'єднані в Німецький союз.
У Франції короля Людовика XVIII змінив Карл X (до 1830). Франція має колонії в Карибському басейні, Південній Америці та Індії. На троні Іспанії сидить Фернандо VII (до 1833). Королівству Іспанія належать частина островів Карибського басейну, Філіппіни. Об'єднані провінції Ріо-де-ла-Плати, Велика Колумбія, Мексика, Центральноамериканська федерація здобули незалежність від іспанської корони. У Португалії королює Жуан VI (до 1826). Португалія має володіння в Африці, в Індії, в Індійському океані й Індонезії. У Бразильській імперії править Педру I.
У Великій Британії королює Георг IV (до 1830). Британія має колонії в Північній Америці, на Карибах та в Індії. Королівство Нідерланди очолює Віллем I (до 1840). Король Данії та Норвегії — Фредерік VII (до 1863), на шведському троні сидить Карл XIV Юхан Бернадот (до 1844). Італія розділена між Австрією та Королівством Обох Сицилій. Існує Папська держава з центром у Римі.
Сполучені Штати Америки займають територію частини колишніх британських колоній та купленої у Франції Луїзіани. Посаду президента США обіймає Джеймс Монро. Територія на півночі північноамериканського континенту належить Великій Британії, вона розділена на Нижню Канаду та Верхню Канаду, територія на півдні та заході континенту належить Мексиці.
В Ірані при владі Каджари. Британська Ост-Індійська компанія захопила контроль майже над усім Індостаном. У Пенджабі існує Сикхська держава. У Бірмі править династія Конбаун, у В'єтнамі — династія Нгуєн. У Китаї володарює Династія Цін. В Японії триває період Едо.

## Події

### В Україні
- У Харкові почав виходити Український журнал.

### У світі
- 10 лютого Сімона Болівара проголосили диктатором Перу.
- 24 квітня у Першій англо-бірманській війні британці захопили Рангун.
- 2 липня на північному сході Бразилії виникла Екваторіальна конфедерація.
- 19 липня у Мексиці розстріляли колишнього президента й імператора Агустіна де Ітурбіде.
- 6 серпня у Перу борці за незалежність перемогли роялістів у битві під Хуніном.
- 16 вересня Карл X змінив на троні Франції брата Людовика XVIII.
- В Австралії засновано тюремну колонію.
- 3 грудня у США відбулися президентські вибори, на яких жоден із кандидатів не набрав потрібної більшості голосів.

### У науці
- Саді Карно опублікував мемуар «Міркування щодо рухливої сили вогню та машин, спроможних використовувати цю силу», заклавши основи сучасної термодинаміки
- Томас Сей уперше описав колорадського жука.

### У культурі
- 19 квітня помер від гарячки знаменитий англійський поет Джордж Гордон Байрон.
- Відбулася прем'єра Симфонії № 9 Людвіга ван Бетховена.
- Гектор Берліоз написав «Урочисту месу».
- У Парижі відкрився цвинтар Монпарнас.

## Народились
Дивись також Категорія:Народились 1824
- 8 січня — Вілкі Коллінз, англійський письменник
- 22 лютого — П'єр Жюль Сезар Жансен, французький астроном, який першим знайшов новий хімічний елемент гелій на Сонці
- 28 лютого — Чарльз Блонден (Жан-Франсуа Гравель), французький акробат; 30 червня 1859 року першим у світі пройшов по тросу над Ніагарським водоспадом
- 2 березня — Бедржих Сметана, чеський композитор, диригент, піаніст, основоположник чеської опери
- 12 березня — Густав Роберт Кірхгоф, німецький фізик
- 26 червня — Вільям Томсон, лорд Кельвін, англійський фізик, один з основоположників термодинаміки
- 27 липня — Александр Дюма (син), французький письменник, драматург
- 4 вересня — Антон Брукнер, австрійський композитор, органіст, педагог
- 27 вересня — Бенджамін Апторп Гулд, американський астроном

## Померли
Дивись також Категорія:Померли 1824
19 квітня — у місті Міссолунгі (Греція) від гарячки (ймовірно від малярії) на 36-му році життя помер лорд Байрон Джордж Ноель Гордон, англійський поет-романтик («Паломництво Чайльд Гарольда», «Каїн», «Дон Жуан», «Пророцтво Данте», «Мазепа»), учасник грецького визвольного руху.